# Јадна створења
Јадна створења: Важни догађаји из младости Арчибалда Мекендлса, доктора медицине и здравственог инспектора Завода за заштиту здравља Шкотске (енгл. Poor Things: Episodes from the Early Life of Archibald McCandless M.D., Scottish Public Health Officer), или само Јадна створења, роман је шкотског писца Аласдира Греја, први пут објављен 1992. године. Освојио је награду Витбред и награду за фикцију листа The Guardian исте године.
Часопис London Review of Books назвао је роман „величанствено живахном, смешном, прљавом, паметном књигом”. Јадна створења су одступање од Грејеве уобичајене теме реализма и фантастике у Глазгову. Међутим, викторијански наратив романа узима у обзир Грејеве претходне интересе за друштвене неједнакости, односе, памћење и идентитет.

## Радња
Главни део романа је усредсређен на Белу Бакстер, жену чији су рани живот и идентитет предмет извесне двосмислености. Ту нејасноћу компликује аутобиографија њеног супруга Арчибалда Мекендлеса Важни догађаји из младости доктора медицине и здравственог инспектора Завода за заштиту здравља Шкотске која искривљује истину о његовом животу са Белом. Он тврди да је она била леш, коју је васкрсао његов колега, научник др Годвин Бакстер, који јој је заменио мозак са мозгом њеног нерођеног фетуса, што је довело до тога да је имала ум детета. Иако је осмишљена да буде Бакстеров пратилац, њен сексуални апетит тера је да јури за другим мушкарцима, укључујући Мекендлеса и кицошког адвоката Данкана Ведерберна, са којим она бежи и креће у хедонистичку одисеју око Европе, северне Африке и централне Азије.
Након овог наратива следи Белино (или Викторијино) оповргавање његових чињеница, сугеришући да је њен „јадни будаласти” муж за њу осмислио живот из преовлађујућих готичких и романтичних мотива тог периода: „Одише смрадом свега онога што је било морбидно у најморбиднијем од свих векова”. Ово је појачано замршеним одјецима романа Франкенштајн Мери Шели.
Овим фиктивним историјским документима увод је написао Аласдир Греј, који се представља као уредник текста који следи, и приповеда о „открићу” докумената његових пријатеља из стварног живота, Мајкла Донелија и Елспет Кинг. У уводу се такође налази критика односа Градског већа Глазгова према својој култури и занемареном наслеђу локалног историјског музеја, и кратко помињање времена Глазгова као Европске престонице културе 1990. године, што је било предмет трајније сатире у његовом роману Нешто кожно.

## Филмска адаптација
Филмску адаптацију романа режирао је Јоргос Лантимос, док је Тони Мекнамара написао сценарио. Главне улоге у филму тумаче Ема Стоун, Вилем Дафо, Рами Јусеф, Маргарет Кволи и Марк Рафало. Филм је биоскопски објављен 8. децембра 2023. године.

## Илустрације
Роман садржи илустрације Аласдира Греја, за које се у тексту тврди да потичу од шкотског бакрописца и илустратора Вилијама Стренга. Ту су и допунски фрагменти слика из Грејове анатомије. Једна од карактеристика романа која је привукла коментаре је страница са цитатима из рецензије, са одштампаном траком са грешком. Неке од ових рецензија су очигледно фиктивне (као што су оне из Skiberdeen Eagle-а и Private Nose-а), а друге се приписују стварним публикацијама, али делују толико грубо да се њихова аутентичност доводи у питање.